# Оскода (окръг, Мичиган)
Окръг Оскода (на английски: Oscoda County) е окръг в щата Мичиган, Съединени американски щати. Площта му е 1481 km², а населението - 9418 души (2000). Административен център е град Майоу.